# HD 61031
HD 61031，又名CD-51 2571，SAO 235310、HR 2925，是一颗恒星，视星等为6.28，位于銀經263.71，銀緯-14.64，其B1900.0坐标为赤經7h 32m 5.8s，赤緯-51° -14.64′ 15″。